# European Trophy 2010
European Trophy 2010 byl první ročník evropského klubového turnaje European Trophy. Turnaj byl hrán od 11. srpna do 5. září 2010. Finálové kolo bylo hráno od 3. do 5. září 2011 pod názvem Red Bulls Salute v rakouském Salcburku a Zell am See.
Turnaje se účastnilo 18 celků ze sedmi evropských zemí.

## Účastníci
| Divize Capital - Adler Mannheim - Eisbären Berlín - Djurgårdens IF Hockey - Färjestad BK - Linköpings HC - HIFK - Jokerit Helsinky - HC Sparta Praha - Vålerenga Ishockey | Divize Central - SC Bern - ZSC Lions - Frölunda HC - HV71 Jönköping - Malmö Redhawks - EC Red Bull Salzburg - Kärpät Oulu - Tappara Tampere - TPS Turku |

## Základní část
V základní části mezi 11. a 28. srpnem 2010 hrálo 18 týmů ve dvou divizích po devíti. V rámci divize hrál každý s každým po jednom zápase. Každý tým tak sehrál 4 zápasy doma. Z každé divize postoupily 4 týmy, pouze bodově slabší tým na 4. místě jedné z divizí byl nahrazen automaticky postupujícím týmem EC Red Bull Salzburg.

### Divize Capital
| 11. srpna 2010 18:30 SEČ | HIFK Helsinki            | 3:2 (0:1, 2:0, 1:1) Report                | Eisbären Berlin          | ST1-areena, Järvenpää Návštěvnost: 971                      |
| 11. srpna 2010 18:30 SEČ | Jokerit Helsinki         | 2:1 (0:0, 1:1, 1:0) Report                | Adler Mannheim           | Valtti-areena, Vantaa Návštěvnost: 1547                     |
| 11. srpna 2010 18:30 SEČ | Vålerenga IF Oslo        | 1:4 (1:2, 0:1, 0:1) Report                | HC Sparta Praha          | Jordal Amfi, Oslo Návštěvnost: 1289                         |
| 11. srpna 2010 19:00 SEČ | Linköpings HC            | 1:2 (0:2, 0:0, 1:0) Report                | Färjestad BK             | VMP-Group Arena, Mjölby Návštěvnost: 1227                   |
| 13. srpna 2010 18:30 SEČ | Jokerit Helsinki         | 7:2 (1:0, 3:1, 3:1) Report                | Eisbären Berlin          | Valtti-areena, Vantaa Návštěvnost: 1423                     |
| 13. srpna 2010 18:30 SEČ | HIFK Helsinki            | 5:3 (4:1, 1:0, 0:2) Report                | HC Sparta Praha          | ST1-areena, Järvenpää Návštěvnost: unbekannt                |
| 13. srpna 2010 18:30 SEČ | Vålerenga IF Oslo        | 3:2 n.P. (1:2, 1:0, 0:0, 1:0) Report      | Adler Mannheim           | Jordal Amfi, Oslo Návštěvnost: 1132                         |
| 13. srpna 2010 18:30 SEČ | Djurgårdens IF Stockholm | 5:0 (3:0, 1:0, 1:0) Report                | Linköpings HC            | Hovet, Stockholm Návštěvnost: 2994                          |
| 14. srpna 2010 14:30 SEČ | Vålerenga IF Oslo        | 1:5 (0:1, 1:3, 0:1) Report                | Eisbären Berlin          | Jordal Amfi, Oslo Návštěvnost: 968                          |
| 14. srpna 2010 16:00 SEČ | Färjestad BK             | 2:1 (2:0, 0:1, 0:0) Report                | Djurgårdens IF Stockholm | Coffee Queen Arena, Arvika Návštěvnost: 1300                |
| 14. srpna 2010 17:00 SEČ | HIFK Helsinki            | 1:2 (0:2, 1:0, 0:0) Report                | Adler Mannheim           | ST1-areena, Järvenpää Návštěvnost: 679                      |
| 14. srpna 2010 18:30 SEČ | Jokerit Helsinki         | 0:2 (0:1, 0:1, 0:0) Report                | HC Sparta Praha          | Valtti-areena, Vantaa Návštěvnost: 1383                     |
| 18. srpna 2010 18:30 SEČ | Jokerit Helsinki         | 3:1 (2:0, 0:0, 1:1) Report                | HIFK Helsinki            | Valtti-areena, Vantaa Návštěvnost: 2004                     |
| 18. srpna 2010 18:30 SEČ | HC Sparta Praha          | 5:1 (0:0 2:0, 3:1) Report                 | Färjestad BK             | Tesla Arena, Praha Návštěvnost: 1423                        |
| 18. srpna 2010 19:30 SEČ | Adler Mannheim           | 3:0 (0:0, 2:0, 1:0) Report                | Djurgårdens IF Stockholm | SAP-Arena, Mannheim Návštěvnost: 10157                      |
| 18. srpna 2010 19:30 SEČ | Eisbären Berlin          | 4:3 n.P. (1:1, 2:2, 0:0, 0:0, 1:0) Report | Linköpings HC            | Kunsteisstadion im Sahnpark, Crimmitschau Návštěvnost: 1714 |
| 20. srpna 2010 18:30 SEČ | HC Sparta Praha          | 0:1 n.P. (0:0, 0:0, 0:0, 0:0, 0:1) Report | Djurgårdens IF Stockholm | Tesla Arena, Praha Návštěvnost: 1973                        |
| 20. srpna 2010 18:30 SEČ | Jokerit Helsinki         | 2:1 (1:1, 0:0, 1:0) Report                | Vålerenga IF Oslo        | Valtti-areena, Vantaa Návštěvnost: 964                      |
| 20. srpna 2010 19:30 SEČ | Eisbären Berlin          | 5:2 (1:0, 2:0, 2:2) Report                | Färjestad BK             | O₂ World, Berlin Návštěvnost: 8000                          |
| 20. srpna 2010 19:30 SEČ | Adler Mannheim           | 4:5 n.P. (3:3, 1:0, 0:1, 0:0, 0:1) Report | Linköpings HC            | SAP-Arena, Mannheim Návštěvnost: 5780                       |
| 21. srpna 2010 14:00 SEČ | Eisbären Berlin          | 4:2 (1:1, 0:1, 3:0) Report                | Djurgårdens IF Stockholm | O₂ World, Berlin Návštěvnost: 7200                          |
| 21. srpna 2010 16:00 SEČ | Adler Mannheim           | 6:4 (2:0, 3:1, 1:3) Report                | Färjestad BK             | SAP-Arena, Mannheim Návštěvnost: 5698                       |
| 21. srpna 2010 17:00 SEČ | HIFK Helsinki            | 7:3 (3:2, 2:0, 2:1) Report                | Vålerenga IF Oslo        | Valtti-areena, Vantaa Návštěvnost: unbekannt                |
| 21. srpna 2010 18:30 SEČ | HC Sparta Praha          | 0:2 (0:0, 0:1, 0:0) Report                | Linköpings HC            | Tesla Arena, Praha Návštěvnost: 1471                        |
| 25. srpna 2010 18:30 SEČ | Vålerenga IF Oslo        | 2:7 (0:2, 1:4, 1:1) Report                | Färjestad BK             | Jordal Amfi, Oslo Návštěvnost: 1389                         |
| 25. srpna 2010 18:30 SEČ | HC Sparta Praha          | 6:1 (3:0, 2:0, 1:1) Report                | Adler Mannheim           | Tesla Arena, Praha Návštěvnost: unbekannt                   |
| 25. srpna 2010 19:00 SEČ | Djurgårdens IF Stockholm | 5:3 (1:0, 2:2, 2:1) Report                | HIFK Helsinki            | Hovet, Stockholm Návštěvnost: 1891                          |
| 25. srpna 2010 19:00 SEČ | Linköpings HC            | 3:1 (1:1, 1:0, 1:0) Report                | Jokerit Helsinki         | Cloetta Center, Linköping Návštěvnost: 1879                 |
| 27. srpna 2010 18:00 SEČ | Linköpings HC            | 0:3 (0:1, 0:1, 0:0) Report                | HIFK Helsinki            | Platenhallen, Motala Návštěvnost: 445                       |
| 27. srpna 2010 19:00 SEČ | Djurgårdens IF Stockholm | 6:2 (2:0, 2:2, 2:0) Report                | Vålerenga IF Oslo        | Hovet, Stockholm Návštěvnost: 1385                          |
| 27. srpna 2010 19:00 SEČ | Färjestad BK             | 2:1 (1:0, 0:0, 1:1) Report                | Jokerit Helsinki         | Nobelhallen, Karlskoga Návštěvnost: 1103                    |
| 27. srpna 2010 19:30 SEČ | Eisbären Berlin          | 5:2 (1:0, 3:1, 1:1) Report                | HC Sparta Praha          | Freiberger Arena, Dresden Návštěvnost: 2150                 |
| 28. srpna 2010 15:00 SEČ | Vålerenga IF Oslo        | 7:5 (3:0, 2:2, 2:3) Report                | Linköpings HC            | Jordal Amfi, Oslo Návštěvnost: 1289                         |
| 28. srpna 2010 16:00 SEČ | Djurgårdens IF Stockholm | 3:4 n.V. (1:1, 1:2, 1:0, 0:1) Report      | Jokerit Helsinki         | Hovet, Stockholm Návštěvnost: 1533                          |
| 28. srpna 2010 16:00 SEČ | Adler Mannheim           | 1:3 (0:0, 1:1, 0:2) Report                | Eisbären Berlin          | Eisstadion Heilbronn, Heilbronn Návštěvnost: 1980           |
| 28. srpna 2010 16:00 SEČ | Färjestad BK             | 6:4 (2:1, 3:2, 1:1) Report                | HIFK Helsinki            | Löfbergs Lila Arena, Karlstad Návštěvnost: 2378             |

| Poz. |                       | Z | V | VvP | PvP | P | Skóre | Body |
| 1.   | Eisbären Berlín       | 8 | 5 | 1   | 0   | 2 | 30:21 | 17   |
| 2.   | Färjestad BK          | 8 | 5 | 0   | 0   | 3 | 26:25 | 15   |
| 3.   | Jokerit Helsinky      | 8 | 4 | 1   | 0   | 3 | 20:15 | 14   |
| 4.   | HC Sparta Praha       | 8 | 4 | 0   | 1   | 3 | 22:16 | 13   |
| 5.   | Djurgårdens IF Hockey | 8 | 3 | 1   | 1   | 3 | 23:18 | 12   |
| 6.   | HIFK                  | 8 | 4 | 0   | 0   | 4 | 27:24 | 12   |
| 7.   | Adler Mannheim        | 8 | 3 | 0   | 2   | 3 | 20:24 | 11   |
| 8.   | Linköpings HC         | 8 | 2 | 1   | 1   | 4 | 19:26 | 9    |
| 9.   | Vålerenga Ishockey    | 8 | 1 | 1   | 0   | 6 | 20:38 | 5    |

### Divize Central
| 11. srpna 2010 18:30 SEČ | Kärpät Oulu          | 3:2 (1:0, 2:1, 0:1) Report           | EC Red Bull Salzburg | Oulun Energia Areena, Oulu Návštěvnost: 2034       |
| 11. srpna 2010 18:30 SEČ | TPS Turku            | 5:4 (2:1, 3:2, 0:1) Report           | ZSC Lions Zürich     | Turkuhalli, Turku Návštěvnost: 1956                |
| 11. srpna 2010 18:30 SEČ | Tappara Tampere      | 1:4 (0:1, 0:2, 1:1) Report           | SC Bern              | KYMP-areena, Kotka Návštěvnost: 1018               |
| 11. srpna 2010 19:00 SEČ | Malmö Redhawks       | 1:2 (0:0, 0:2, 1:0) Report           | Frölunda HC Göteborg | Malmö Arena, Malmö Návštěvnost: 1270               |
| 12. srpna 2010 19:00 SEČ | Frölunda HC Göteborg | 1:8 (0:5, 1:2, 0:1) Report           | HV 71 Jönköping      | Frölundaborg, Göteborg Návštěvnost: 3020           |
| 13. srpna 2010 18:30 SEČ | TPS Turku            | 4:3 (3:0, 0:0, 1:3) Report           | SC Bern              | Turkuhalli, Turku Návštěvnost: 2010                |
| 13. srpna 2010 18:30 SEČ | Kärpät Oulu          | 4:0 (2:0, 1:0, 1:0) Report           | ZSC Lions Zürich     | Oulun Energia Areena, Oulu Návštěvnost: 2555       |
| 13. srpna 2010 18:30 SEČ | Tappara Tampere      | 3:4 n.V (0:0, 3:1, 0:2, 0:1) Report  | EC Red Bull Salzburg | Masku-areena, Lempäälä Návštěvnost: 308            |
| 13. srpna 2010 19:00 SEČ | HV 71 Jönköping      | 5:2 (1:1, 3:1, 1:0) Report           | Malmö Redhawks       | Bredstorpshallen, Tranås Návštěvnost: 1523         |
| 14. srpna 2010 17:00 SEČ | Kärpät Oulu          | 3:2 (1:1, 0:0, 2:1) Report           | SC Bern              | Oulun Energia Areena, Oulu Návštěvnost: 2324       |
| 14. srpna 2010 17:00 SEČ | Tappara Tampere      | 3:6 (0:2, 1:3, 2:1) Report           | ZSC Lions Zürich     | Nokian jäähalli, Nokia Návštěvnost: 543            |
| 14. srpna 2010 18:30 SEČ | TPS Turku            | 0:3 (0:1, 0:1, 0:1) Report           | EC Red Bull Salzburg | Turkuhalli, Turku Návštěvnost: 2016                |
| 18. srpna 2010 18:30 SEČ | TPS Turku            | 4:3 n.V. (2:0, 0:1, 1:2, 1:0) Report | Kärpät Oulu          | Turkuhalli, Turku Návštěvnost: 2285                |
| 18. srpna 2010 19:15 SEČ | EC Red Bull Salzburg | 4:5 n.V. (1:2, 1:2, 2:0, 0:1) Report | Frölunda HC Göteborg | Eisarena Salzburg, Salcburk Návštěvnost: 1308      |
| 18. srpna 2010 19:30 SEČ | ZSC Lions Zürich     | 1:6 (1:5, 0:1, 0:0) Report           | HV 71 Jönköping      | Eishalle Zürich-Oerlikon, Zürich Návštěvnost: 950  |
| 18. srpna 2010 19:30 SEČ | SC Bern              | 5:1 (1:1, 3:0, 1:0) Report           | Malmö Redhawks       | Eishalle Schoren, Langenthal Návštěvnost: 528      |
| 19. srpna 2010 19:00 SEČ | SC Bern              | 5:1 (1:0, 2:0, 2:1) Report           | HV 71 Jönköping      | Eishalle Schoren, Langenthal Návštěvnost: 556      |
| 20. srpna 2010 18:30 SEČ | Kärpät Oulu          | 3:2 (2:1, 0:1, 1:0) Report           | Tappara Tampere      | Oulun Energia Areena, Oulu Návštěvnost: 3221       |
| 20. srpna 2010 19:15 SEČ | EC Red Bull Salzburg | 2:3 n.V. (1:0, 1:1, 0:1, 0:1) Report | Malmö Redhawks       | Eisarena Salzburg, Salcburk Návštěvnost: 850       |
| 20. srpna 2010 19:30 SEČ | ZSC Lions Zürich     | 4:3 n.V. (0:0, 2:2, 1:1, 1:0) Report | Frölunda HC Göteborg | Eishalle Zürich-Oerlikon, Zürich Návštěvnost: 599  |
| 21. srpna 2010 18:30 SEČ | ZSC Lions Zürich     | 4:1 (1:0, 1:1, 2:0) Report           | Malmö Redhawks       | Eishalle Bäretswil, Bäretswil Návštěvnost: 450     |
| 21. srpna 2010 18:30 SEČ | Tappara Tampere      | 0:3 (0:2, 0:1, 0:0) Report           | TPS Turku            | Hakametsä, Tampere Návštěvnost: 1320               |
| 21. srpna 2010 19:15 SEČ | EC Red Bull Salzburg | 3:4 (1:1, 0:2, 2:1) Report           | HV 71 Jönköping      | Eisarena Salzburg, Salcburk Návštěvnost: 1050      |
| 21. srpna 2010 19:30 SEČ | SC Bern              | 3:2 (1:1, 1:0, 1:1) Report           | Frölunda HC Göteborg | Sagibach-Halle, Wichtrach Návštěvnost: 801         |
| 25. srpna 2010 19:00 SEČ | HV 71 Jönköping      | 6:0 (3:0, 3:0, 0:0) Report           | Kärpät Oulu          | Gislerinken, Gislaved Návštěvnost: 1210            |
| 25. srpna 2010 19:00 SEČ | Frölunda HC Göteborg | 4:1 (0:0, 3:0, 1:1) Report           | Tappara Tampere      | Borås Ishall, Borås Návštěvnost: unbekannt         |
| 25. srpna 2010 19:00 SEČ | Malmö Redhawks       | 0:3 (0:1, 0:1, 0:1) Report           | TPS Turku            | Malmö Arena, Malmö Návštěvnost: 883                |
| 25. srpna 2010 19:15 SEČ | EC Red Bull Salzburg | 4:2 (0:0, 2:2, 2:0) Report           | ZSC Lions Zürich     | Eishalle Zell am See, Zell am See Návštěvnost: 800 |
| 27. srpna 2010 19:00 SEČ | Malmö Redhawks       | 2:5 (1:1, 1:2, 0:2) Report           | Kärpät Oulu          | Malmö Arena, Malmö Návštěvnost: 489                |
| 27. srpna 2010 19:00 SEČ | HV 71 Jönköping      | 4:3 n.V. (2:2, 1:1, 0:0, 1:0) Report | Tappara Tampere      | Aplarinken, Värnamo Návštěvnost: 956               |
| 27. srpna 2010 19:00 SEČ | Frölunda HC Göteborg | 7:6 n.V. (3:3, 1:3, 2:0, 1:0) Report | TPS Turku            | Kungsbacka Ishall, Kungsbacka Návštěvnost: 1567    |
| 27. srpna 2010 19:30 SEČ | ZSC Lions Zürich     | 2:3 (0:0, 2:0, 0:3) Report           | SC Bern              | Eishalle Zürich-Oerlikon, Zürich Návštěvnost: 450  |
| 28. srpna 2010 15:00 SEČ | Frölunda HC Göteborg | 7:4 (1:0, 2:2, 4:2) Report           | Kärpät Oulu          | Oasen, Kungälv Návštěvnost: 453                    |
| 28. srpna 2010 16:00 SEČ | HV 71 Jönköping      | 5:0 (1:0, 3:0, 1:0) Report           | TPS Turku            | Nässjö Ishall, Nässjö Návštěvnost: 1029            |
| 28. srpna 2010 17:00 SEČ | Malmö Redhawks       | 2:3 (0:0, 1:2, 1:1) Report           | Tappara Tampere      | Malmö Arena, Malmö Návštěvnost: 496                |
| 28. srpna 2010 18:00 SEČ | SC Bern              | 2:3 n. (1:0, 1:0, 0:2, 0:1) Report   | EC Red Bull Salzburg | PostFinance-Arena, Bern Návštěvnost: 3500          |

| Poz. |                      | Z | V | VvP | PvP | P | Skóre | Body |
| 1.   | HV71 Jönköping       | 8 | 6 | 1   | 0   | 1 | 39:15 | 20   |
| 2.   | SC Bern              | 8 | 5 | 0   | 1   | 2 | 27:17 | 16   |
| 3.   | Kärpät Oulu          | 8 | 5 | 0   | 1   | 2 | 25:25 | 16   |
| 4.   | TPS Turku            | 8 | 4 | 1   | 1   | 2 | 25:25 | 15   |
| 5.   | Frölunda HC          | 8 | 3 | 2   | 1   | 2 | 31:31 | 14   |
| 6.   | EC Red Bull Salzburg | 8 | 2 | 2   | 2   | 2 | 25:22 | 12   |
| 7.   | ZSC Lions            | 8 | 2 | 1   | 0   | 5 | 23:29 | 8    |
| 8.   | Tappara Tampere      | 8 | 1 | 0   | 2   | 5 | 16:30 | 5    |
| 9.   | Malmö Redhawks       | 8 | 0 | 1   | 0   | 7 | 12:29 | 2    |

## Finálová část
Finálová část hraná mezi osmi týmy byla hrána mezi 3. a 5. zářím 2010 pod názvem Red Bulls Salute, hraném v rakouském Salcburku a Zell am See. Týmy nejprve hráli čtvrtfinále jejichž vítězové postoupili do semifinále. Poražené týmy hráli systémem play-off o umístění na 5. až 8. místě. Vítězové semifinále hráli finále o vítězství v turnaji.

### Čtvrtfinále
| 3. září 2010 17:30 SEČ | Färjestad BK         | 4:1 (1:1, 2:0, 1:0) Report | Kärpät Oulu      | Eisarena Salzburg, Salcburk Návštěvnost: unbekannt       |
| 3. září 2010 17:30 SEČ | SC Bern              | 2:0 (1:0, 0:0, 1:0) Report | Jokerit Helsinki | Eishalle Zell am See, Zell am See Návštěvnost: unbekannt |
| 3. září 2010 20:45 SEČ | EC Red Bull Salzburg | 4:5 (0:0, 2:1, 2:4) Report | HV 71 Jönköping  | Eisarena Salzburg, Salcburk Návštěvnost: unbekannt       |
| 3. září 2010 20:45 SEČ | Eisbären Berlin      | 4:1 (1:0, 3:0, 0:1) Report | TPS Turku        | Eishalle Zell am See, Zell am See Návštěvnost: unbekannt |

### Zápasy o umístění
| 4. září 2010 17:30 SEČ | EC Red Bull Salzburg | 3:6 (2:1, 0:1, 1:4) Report | Kärpät Oulu      | Eisarena Salzburg, Salcburk Návštěvnost: unbekannt       |
| 4. září 2010 17:30 SEČ | TPS Turku            | 3:8 (1:2, 1:1, 1:5) Report | Jokerit Helsinki | Eishalle Zell am See, Zell am See Návštěvnost: unbekannt |

### Zápas o 7. místo
| 5. září 2010 14:15 SEČ | TPS Turku | 9:5 (1:1, 4:1, 4:3) Report | EC Red Bull Salzburg | Eishalle Zell am See, Zell am See Návštěvnost: unbekannt |

### Zápas o 5. místo
| 5. září 2010 17:30 SEČ | Kärpät Oulu | 2:4 (0:0, 2:0, 0:4) Report | Jokerit Helsinki | Eishalle Zell am See, Zell am See Návštěvnost: unbekannt |

### Semifinále
| 4. září 2010 20:45 SEČ | Eisbären Berlin | 5:1 (0:0, 2:1, 3:0) Report | SC Bern      | Eishalle Zell am See, Zell am See Návštěvnost: unbekannt |
| 4. září 2010 20:45 SEČ | HV 71 Jönköping | 6:2 (2:1, 2:0, 2:1) Report | Färjestad BK | Eisarena Salzburg, Salcburk Návštěvnost: unbekannt       |

### Zápas o 3. místo
| 5. září 2010 17:30 SEČ | SC Bern | 3:1 (0:1, 1:0, 2:0) Report | Färjestad BK | Eisarena Salzburg, Salcburk Návštěvnost: unbekannt |

### Finále
| 5. září 2010 20:45 SEČ | HV 71 Jönköping | 3:5 (0:2, 3:2, 0:1) Report | Eisbären Berlin | Eisarena Salzburg, Salcburk Návštěvnost: unbekannt |

## Individuální statistiky

### Lídři kanadského bodování
Legenda: Z = Zápasy, G = Góly, A = Asistence, B = Body, +/− = Plus/Minus bodování, TM = Trestné minuty; Tučně: Nejlepší
| Hráč                  | Tým       | Z  | G | A  | B  | TM |
| --------------------- | --------- | -- | - | -- | -- | -- |
| André Petersson       | Jönköping | 11 | 8 | 7  | 15 | 6  |
| Brett McLean          | Bern      | 11 | 6 | 8  | 14 | 14 |
| Kamil Kreps           | Oulu      | 11 | 6 | 8  | 14 | 6  |
| Kris Beech            | Jönköping | 11 | 9 | 3  | 12 | 14 |
| Sami Venäläinen       | Turku     | 11 | 7 | 5  | 12 | 6  |
| Mario Valery-Trabucco | Turku     | 11 | 6 | 6  | 12 | 8  |
| Kristian Kuusela      | Oulu      | 11 | 5 | 7  | 12 | 8  |
| Thomas Koch           | Salcburk  | 11 | 4 | 8  | 12 | 8  |
| Ville Vahalahti       | Turku     | 11 | 1 | 11 | 12 | 0  |
| Jeff Friesen          | Berlin    | 11 | 7 | 4  | 11 | 10 |

### Brankáři
Legenda: Z = Zápasy, MIN = Odchytané minuty, OG = Obdržené góly, ČK = Čistá konta, %ChS = Chycené střely v procentech, POG = Průměr obdržených gólů; Tučně: Nejlepší
| Hráč                 | Tým        | Z  | MIN    | OG | %ChS  | POG  |
| -------------------- | ---------- | -- | ------ | -- | ----- | ---- |
| Mark Owuya           | Djurgården | 4  | 216:50 | 5  | 95,24 | 1,38 |
| Daniel Larsson       | Jönköping  | 7  | 409:14 | 11 | 95,09 | 1,61 |
| Rob Zepp             | Berlín     | 11 | 613:10 | 19 | 93,04 | 1,86 |
| Cristopher Nihlstorp | Färjestad  | 7  | 380:00 | 14 | 92,59 | 2,21 |
| Jani Nieminen        | Tappara    | 4  | 241:47 | 12 | 92,31 | 2,98 |

## Ocenění

### Individuální trofeje
| Cena             | Hráč            | Tým             |
| ---------------- | --------------- | --------------- |
| Nejlepší brankář | Rob Zepp        | Eisbären Berlín |
| Nejlepší obránce | Jim Sharrow     | Eisbären Berlín |
| Nejlepší útočník | André Petersson | HV71 Jönköping  |

### European Star Award
V každém z 84 zápasů byli vyhlášeni tři nejlepší hráči utkání. První obdržel 3 body, druhý 2 body a třetí 1 bod. Ten kdo obdržel nejvíce bodů, tak získal tuto trofej.
| Hráč                 | Tým              | Počet bodů |
| -------------------- | ---------------- | ---------- |
| Rob Zepp             | Berlín           | 13         |
| Kamil Kreps          | Oulu             | 12         |
| Brett McLean         | Bern             | 10         |
| Markus Nordlund      | Turku            | 8          |
| Teemu Ramstedt       | HIFK Helsinky    | 8          |
| Henrik Tömmernes     | Frölunda         | 8          |
| André Petersson      | Jönköping        | 8          |
| Cristopher Nihlstorp | Färjestad        | 8          |
| Kristian Kuusela     | Oulu             | 8          |
| Ossi Väänänen        | Jokerit Helsinky | 7          |